# نيكولاي شكوت
نيكولاي ياكوفليفيتش شكوت (بالروسية: Никола́й Я́ковлевич Шкот)‏؛ (26 ديسمبر 1829 - 1 سبتمبر 1870) كان بحارًا ومستكشفًا روسيًا، اشتهر بواحدة من أقدم الحملات في الشرق الأقصى الروسي، ومؤسس فلاديفوستوك. 

## سيرنه الشخصية
ولد نيكولاي شكوت في عام 1829 في منطقة ماكاريفسكي، محافظة كوستروما في الإمبراطورية الروسية، وتخرج من سلاح البحرية التابع للبحرية الإمبراطورية الروسية، وقد كان شقيقه بافيل شكوت فريق بحري (نائب أميرال)، تمت ترقية شكوت إلى ضابط بحري في عام 1848، وشارك في حصار سيفاستوبول خلال حرب القرم، حيث أصيب بجروح بالغة في المعركة. أصبح شكوت قيادي بارز من سفينة نقل الجند (Yaponets) برتبة ملازم أول في عام 1856، وقبل قبوله قيادة فرقاطة - باخرة أمريكا الشمالية بعد عام واحد على 6 يونيو 1857كان شكوت قائد بعثة في (Amerika) إلى المنطقة المكتسبة مؤخرًا من الشرق الأقصى الروسي والمعروفة باسم مانشوريا الخارجية، والتي تنازلت عنها سلالة تشينغ الحاكة للصين إلى الإمبراطورية الروسية، الحملة سجلت العديد من الاكتشافات الجغرافية في المنطقة غير الموثقة إلى حد كبير، لا سيما على طول الساحل من بريمورسكي كراي وسخالين، بما في ذلك الخليج الكبير بطرس وهو أكبر الخلجان في بحر اليابان، وخليج ناخودكا، وجزيرة Moneron.  في عام 1860، أصبحت شكوت أحد مؤسسي فلاديفوستوك، أكبر مدينة في الشرق الأقصى الروسي وعاصمة بريمورسكي كراي، في الطرف الجنوبي الغربي لشبه جزيرة مورافيوف-أمورسكي أسس شكوت أيضًا موقعًا هيدروغرافيًا على موقع ناخودكا الحديثة وآخر في خليج بوسيت، ومن 2 أكتوبر 1864، تم تعيين شكوت نقيبًا على الموانئ الروسية في المحيط الهادئ، وفي عام 1868 تمت ترقيته إلى رتبة نقيب أول (كابتن). 
بدأ شكوت يعاني من مرض خطير في عام 1870، وعاد إلى سانت بطرسبرغ حيث توفي في 1 سبتمبر من نفس العام، ودفن في مقبرة كراسننكوي، تسمّت باسمه عدة مواقع في جنوب بريمورسكي كراي تكريمًا له، بما في ذلك جزيرة شكوت في أرخبيل يوجيني، وبلدة شكوتوفو، ونهر شكوتوفاكا، والرأس في خليج أولغا. 